# Parameter merila
Parameter merila je v teoriji verjetnosti in statistiki vrsta numeričnega parametra s pomočjo katerega določamo merilo (raztegnjenost) prikaza posameznih krivulj iz družine verjetnostnih porazdelitev. Če je parameter merila večji, je krivulja bolj razširjena in obratno.

## Definicija
Če je družina krivulj verjetnostnih porazdelitev takšna, da je s parameter merila (drugi parametri so označeni s {\displaystyle \theta \!}), potem za zbirno funkcijo verjetnosti velja:
{\displaystyle F(x;s,\theta )=F(x/s;1,\theta ),\!}
Parameter s je parameter merila. Če je ta parameter večji, potem je porazdelitev bolj razširjena, kadar pa je manjši je bolj koncentrirana.
Podobno velja tudi za funkcijo gostote verjetnosti, kjer lahko zapišemo :
{\displaystyle f_{s}(x)=f(x/s)/s,\!}.

## Primeri
- Normalna porazdelitev ima dva parametra : prvi je parameter lokacije {\displaystyle \mu \!}, drugi pa je parameter merila {\displaystyle \sigma \!}. V praksi pa za normalno porazdelitev podajamo kot kvadrat parametra merila {\displaystyle \sigma ^{2}\!}, kar je varianca porazdelitve.
- V porazdelitvi gama uporabljamo parameter merila {\displaystyle \theta \!} ali njegovo obratno vrednost.
- Posebni primer so porazdelitve, kjer je parameter merila enak 1. Takšne porazdelitve imenujemo standardne. Kadar je parameter lokacije enak 0 in je parameter merila enak 1, pravimo za normalno porazdelitev, da je standardna normalna porazdelitev. To velja tudi za Cauchyjevo porazdelitev, kjer imamo v takšnem primeru standardno Cauchyjevo porazdelitev.